# 谷口朝陽
谷口 朝陽（たにぐち あさひ、2004年4月3日 - ）は、徳島県三好市出身のプロ野球選手（内野手・育成選手）。右投右打。埼玉西武ライオンズ所属。

## 経歴

### プロ入り前
軟式クラブチームの山城ファイターズで野球を始める。生光学園中学校ではヤングリーグに所属する硬式野球部でプレーした。
広陵高等学校に進学し、3年春の広島大会で背番号1を背負い1試合に登板したが、3年間で公式戦登板はこの1試合のみだった。
その後、2022年の四国アイランドリーグplusドラフト会議にて徳島インディゴソックスから指名され入団した。

### 四国IL徳島時代
2023年、春先は二刀流に挑戦し、打撃練習や遊撃手の守備練習を行った。シーズンでは投手として3試合に登板し、最速153km/hを計測した。その後、同年10月26日に開催されたドラフト会議にて、埼玉西武ライオンズから育成2位指名を受けた。徳島では野手としての出場はなかったが、内野手として指名された。11月14日に支度金350万円、年俸280万円で仮契約した。背番号は126。

### 西武時代
2024年は怪我に悩まされ、公式戦への出場はなかった。

## 選手としての特徴
投手としては最速153km/hを計測していた。徳島時代は野手としての出場はなかったが、打撃練習ではチームメイトで2年連続リーグ本塁打王の井上絢登に次ぐ飛距離を誇っていた。

## 詳細情報

### 独立リーグでの年度別投手成績
出典はリーグのデータサイト。
| 年 度     | 球 団     | 登 板 | 先 発 | 完 投 | 完 封 | 無 四 球 | 勝 利 | 敗 戦 | セ 丨 ブ | ホ 丨 ル ド | 勝 率 | 打 者 | 投 球 回 | 被 安 打 | 被 本 塁 打 | 与 四 球 | 敬 遠 | 与 死 球 | 奪 三 振 | 暴 投 | ボ 丨 ク | 失 点 | 自 責 点 | 防 御 率 | W H I P |
| --------- | --------- | ----- | ----- | ----- | ----- | -------- | ----- | ----- | -------- | ----------- | ----- | ----- | -------- | -------- | ----------- | -------- | ----- | -------- | -------- | ----- | -------- | ----- | -------- | -------- | ------- |
| 2023      | 徳島      | 3     | 0     | 0     | 0     | 0        | 0     | 0     | 0        | 0           | ----  | 18    | 3.0      | 2        | 0           | 7        | -     | 1        | 1        | 0     | 1        | 3     | 3        | 9.00     | 3.00    |
| 通算：1年 | 通算：1年 | 3     | 0     | 0     | 0     | 0        | 0     | 0     | 0        | 0           | ----  | 18    | 3.0      | 2        | 0           | 7        | -     | 1        | 1        | 0     | 1        | 3     | 3        | 9.00     | 3.00    |

### 背番号
- 11（2023年）
- 126（2024年[10] - ）